# Eutelia silvetissima
Eutelia silvetissima är en fjärilsart som beskrevs av Kobes 1983. Eutelia silvetissima ingår i släktet Eutelia och familjen nattflyn. Inga underarter finns listade i Catalogue of Life.